# تحالف الأحمر والأخضر والبني
تحالف الأحمر والأخضر والبني تحالف نشأ في فرنسا، وهو يشير إلى تحالف اليساريين (أحمر)، والإسلاميين (الأخضر)، واليمين المتطرف (البني). تم استخدام المصطلح أيضًا لوصف التحالفات المزعومة بين اليساريين الذين يركزون على الاتحاد الصناعي (أحمر)، والزراعيين ذوي العقلية البيئية (الأخضر)، والقوميين (البني). غالبًا ما يتم استخدامه بمعنى واسع للإشارة إلى وجهات النظر المعادية للصهيونية، والمحافظة على البيئة، والمناهضة للعولمة، والمناهضة لأمريكا أو المناهضة للغرب التي تشترك فيها مجموعات وحركات متباينة.

## التاريخ
كتب كاتب المقالات الفرنسي ألكسندر ديل فالي عن "روج برون فيرت "(تحالف بني أحمر وأخضر ... تحالف أيديولوجي)" في مقال نُشرت في 22 أبريل 2002 في صحيفة لو فيغارو، وكتب أيضًا "الأحمر والأخضر والبني التحالف الغريب"، في مقال نُشر في يناير 2004 في مجلة السياسات الدولية الفرنسية. يبدو أن تقديم ديل فالي المفاهيمي للاتجاهات الإيديولوجية الإسلامية يستند جزئيًا على الأقل إلى كتابات سابقة اتهم فيها الولايات المتحدة وأوروبا الغربية بتفضيل "آلة الحرب" لـ "الإسلاموية المسلحة" من خلال تمويلها للمجاهدين الأفغان خلال فترة الحرب، الحرب السوفيتية الأفغانية أثناء رئاسة رونالد ريغان، والتي ساعدت أعداء الغرب في المستقبل. في عام 2010 نشر ديل فالي مقالًا في إيطاليا بعنوان "أحمر، بني، أخضر: لقاء الأضداد المتطرفة".
الشعبية اللاحقة لنظرية الأحمر والأخضر والبني وتغييراتها المختلفة مستمدة بشكل أساسي من خطاب ألقاه روجر كوكيرمان رئيس المنظمة اليهودية الفرنسية، في مأدبة أقامها المجلس التمثيلي للمؤسسات اليهودية في فرنسا في 25 يناير 2003، وتم توزيعها على نطاق واسع في 27 و28 يناير 2003 كمقال في لوموند. استخدم كوكيرمان المصطلح الفرنسي "تحالف الأحمر والأخضر والبني" لوصف الاصطفاف المعادي للسامية المفترض أن يشترك فيه "الحنين الأيمن المتطرف للتسلسلات الهرمية العرقية" (يرمز له باللون البني)، "واليسار المتطرف المناهض للعولمة، والمناهض للرأسمالية، والمعادي لأمريكا، والمعادي للصهيونية "(باللون الأحمر)، وأتباع خوسيه بوفي (باللون الأخضر).
في بريطانيا العظمى وفي عام 2003 أعلن السياسي جورج غالوي أنه يسعى "لتوحيد الفئات الاجتماعية ذات اللون الأحمر والأخضر والمناهض للحرب والمسلمة وغيرها من الفئات الاجتماعية التي تطرفت بسبب الحرب". بعد ذلك بوقت قصير وبقيادة سلمى يعقوب شكل جورج مونبيوت وحزب العمال الاشتراكي والرابطة الإسلامية في بريطانيا تحالفًا اسموه حزب الاحترام، وترشح جالاوي لمنصبه. حاولت شركة ريسبكت في البداية تشكيل ميثاق انتخابي مع حزب الخضر في إنجلترا وويلز، لكن حزب الخضر رفض التحالف مع ريسبكت، قائلاً إن حزب ريسبكت لا يتماشى مع قيم الانفتاح والديمقراطية. كان برنامجًا سياسيًا غير متطور من بين قضايا أخرى.
في الولايات المتحدة حدث تحالف مماثل من مجموعات متباينة في معارضة منظمة التجارة العالمية في حركة العولمة البديلة، التي انضمت إلى النقابات العمالية، ودعاة حماية البيئة الجدد، والقوميين المحافظين القدامى مثل بات بوكانان في قضية مشتركة. فوجئ الكثيرون بدعم اليسارية لينورا فولاني لبات بوكانان، والذي يُنظر إليه على أنه مثال لتحالف الأحمر والأخضر والبني.